# Vierge des Rois catholiques
La Vierge des Rois catholiques est une huile sur bois de 123 × 112 cm, peinte en 1490 selon le musée du Prado où elle est exposée. Elle fut peinte par un maître anonyme de style hispano-flamand pour le monastère royal saint Thomas (Avila) (es).
La peinture représente une église. La composition reprend l'organisation d'une Conversation sacrée : dans une pièce avec des fenêtres qui montrent un paysage de style conventionnel flamand, sont représentés la  Vierge avec l'enfant sur un trône. Au plan inférieur sont représentés Saint Dominique et Saint Thomas d'Aquin. Le premier, le fondateur de la Ordre Dominicain porte un livre - en tant que Docteur de l'Église - et un lys - symbole iconographique de la Vierge lié à sa dévotion particulière à Marie puisque ce fut lui qui instaura la prière du rosaire. Le second est présent parce que le monastère porte son nom. Il porte également un livre en tant que docteur de la foi également et avec une maquette du bâtiment qui porte son nom. À un niveau encore inférieur, à genoux, en tant que donateurs, les Rois catholiques et deux de leurs enfants ( Jean et peut-être  Isabelle ), ainsi que deux moines du même ordre, identifiés comme Tomas de Torquemada, Inquisiteur de Castille (auprès du roi), et Pedro de Arbués, inquisiteur général d'Aragon. Le sol carrelé et la plate-forme sur laquelle se trouve le trône de la Vierge, les bancs des rois et les fenêtres sont dans une perspective un peu forcée.
Dans son emplacement d'origine,  il occupait l'oratoire de la chambre royale du  monastère saint Thomas d'Avila. Le désamortissement en Espagne en 1836 entraîna son transfert au Musée de la Trinité (es), d'où il rejoignit le musée du Prado. Valentine Carderera a daté la toile de 1484 d'après  l'âge des enfants des rois, en 1484 ; la date approximative fondation du monastère. Aujourd'hui, on estime que l'exécution est plus tardive et que la jeunesse des personnages représenté est due à leur idéalisation.
Carderera proposa comme peintres Pedro Berruguete, Gregorio Cruzada Villaamil et Pedro de Madrazo et Michael Sittow. Elle fut également associée à d'autres artistes anonymes comme le Maître de Santa Cruz, le Maître de Miraflores ou le Maitre d'Avila, à trente ans d'intervalle, ou un peintre de l'école de Fernando Gallego.